# Antonio Sanz
Antonio Sanz Cabello (Jerez de la Frontera, 4 de octubre de 1968) es un político español del Partido Popular (PP).  Actualmente es Consejero de la Presidencia, Interior, Diálogo Social y Simplificación Administrativa de la Junta de Andalucía.
Ha sido Delegado del Gobierno de España en Andalucía, así como secretario general del Partido Popular de Andalucía entre julio de 2006 y 2012. Diputado Autonómico en el Parlamento Andaluz desde marzo de 2004 y vocal del Comité Ejecutivo Nacional del Partido Popular desde junio del 2008, en 2015 fue nombrado delegado del Gobierno en Andalucía. Fue también presidente del PP en la provincia de Cádiz, hasta que fue designado Viceconsejero de la Presidencia, Administración Pública e Interior de la Junta. También fue presidente del Partido Popular (PP) de Cádiz entre 1996 a 2006, y desde 2012 a 2019. Por último Antonio Sanz es Licenciado en Derecho por la Universidad de Cádiz.

## Trayectoria política
- En 1983, a los 15 años entra en política como miembro de los Clubes Juveniles de Alianza Popular y a los 18 años fue Presidente local de Nuevas Generaciones de Jerez y Vicepresidente de Alianza Popular de Jerez.
- Con 22 años fue Presidente Provincial de Nuevas Generaciones del PP de Cádiz de 1990-1994, Vicesecretario Regional de NN.GG. de Andalucía y Secretario Nacional de Política Municipal de NN.GG.
- Con 25 años fue nombrad Secretario Regional de Organización del PP de Andalucía (julio de 1993-septiembre de 1994). Vicesecretario General de Organización del PP de Cádiz.
- Candidato n.º 4 en las elecciones municipales de Jerez de 1991. También fue n.º 4 por la provincia de Cádiz con 25 años al Congreso de los Diputados en las elecciones generales de 1993, aunque no resultó elegido.
- En las autonómicas de 1994, con 26 años, fue elegido diputado autonómico (1994-1996).
- Candidato n.º 2 por Cádiz a las elecciones autonómicas de 1996-2000 donde con 28 años fue elegido nuevamente como diputado en el Parlamento Andaluz donde fue Portavoz de Política Social y Empleo del Grupo Popular (1996-1997) y Secretario General Adjunto Grupo Popular.

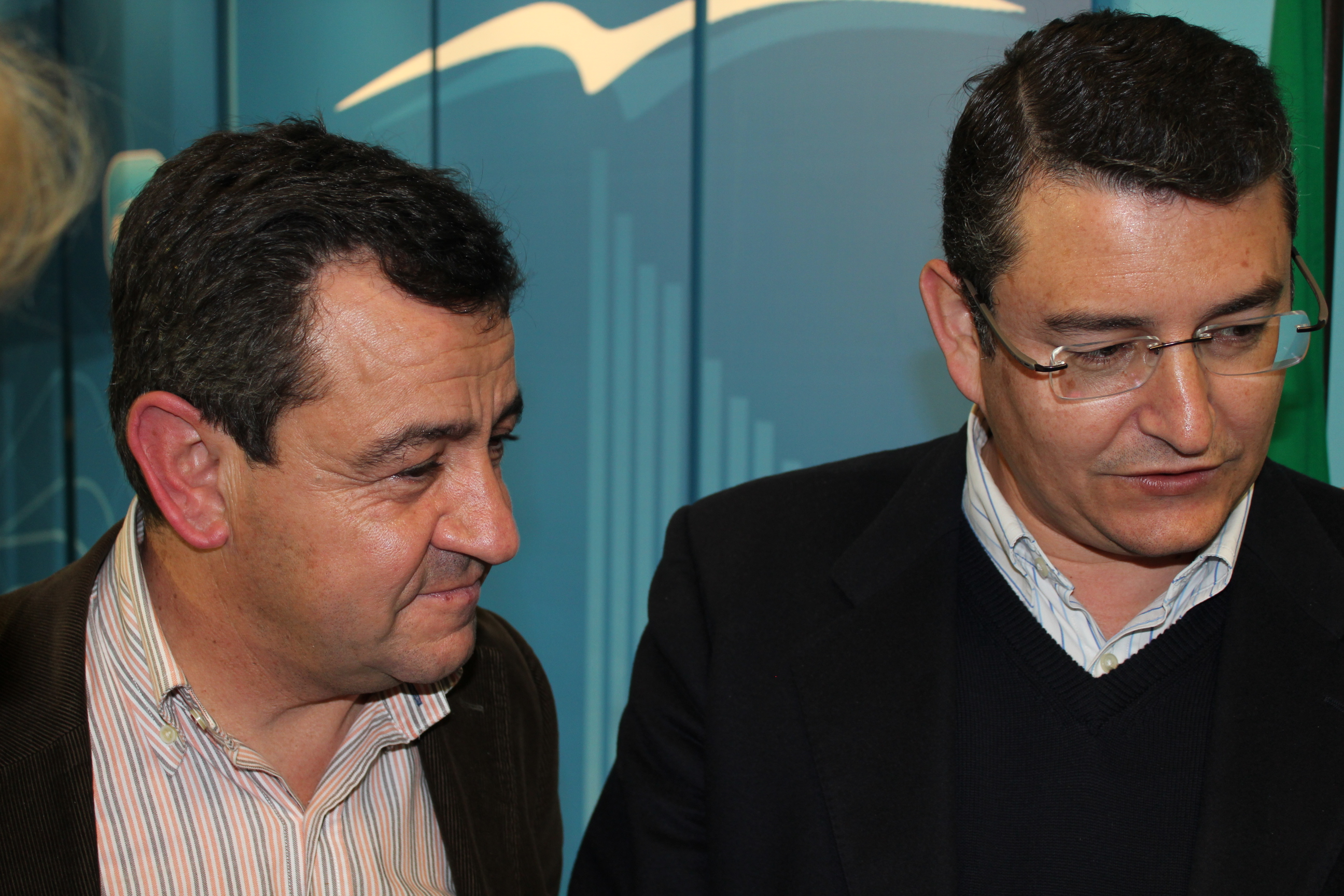
Antonio Sanz y Pepe Loaiza

- En septiembre de 1994 accede a la Secretaría Provincial PP Cádiz, para en abril de 1996, con 28 años, asumir la Presidencia Provincial del Partido, cargo que revalida en el Congreso Provincial que se celebra el 9 de noviembre de 1996. (1996-1999)
- Con 29 años es elegido Secretario General del Grupo Parlamentario Popular en el Parlamento Andaluz desde abril de 1997, cargo que ocupa hasta febrero de 1999.
- Candidato n.º 1 a las Elecciones Autonómicas del 12 de marzo de 2000 por la provincia de Sevilla, con 32 años. Es elegido Diputado Autonómico por esta provincia para la VI legislatura (2000-2004).
- Con 31 años es nombrado Secretario General del Partido Popular de Andalucía. Es elegido en el Congreso Regional celebrado en Granada el 24 de julio de 1999 y ejerce el cargo hasta abril de 2004, cuando con 36 años es designado Coordinador General del Partido Popular de Andalucía hasta octubre de 2004.
- Es elegido Vicepresidente del Partido Popular de Andalucía con 36 años (octubre de 2004-julio de 2006). Es al mismo tiempo presidente provincial del Partido Popular de Cádiz, de nuevo, desde 2004 hasta julio de 2006.
- Es el Portavoz del Grupo Parlamentario Popular en el Parlamento Andaluz (Legislaturas V, VI y VII), desde el 20 de febrero de 1999 hasta julio de 2006.
- Ponente en nombre del Grupo Popular en la Reforma del Estatuto de Autonomía de Andalucía, siendo Portavoz de su Grupo en la Comisión de Desarrollo Estatutario del Parlamento de Andalucía, Ponencia Autonómica y Ponencia en el Congreso de los Diputados.
- Delegado del Gobierno de España en Andalucía, desde 20 de febrero de 2012 hasta el 19 de junio de 2018.[3]
- El 5 de julio de 2018 es nombrado senador autonómico por el Parlamento de Andalucía.
- El 26 de enero de 2019 es nombrado Viceconsejero de la Presidencia, Administración Pública e Interior de la Junta de Andalucía[4]
- Actualmente Consejero de la Presidencia, Interior, Diálogo Social y Simplificación Administrativa de la Junta de Andalucía.[5]